# Боллигер, Петер
Петер Боллигер (нем. Peter Bolliger; 18 мая 1937, Базель — 18 марта 2024) — швейцарский спортсмен, выступавший в академической гребле. Бронзовый призёр Олимпийских игр 1968 года в четвёрках с рулевым, участник Олимпийских игр 1964 года в двойках. Призёр чемпионатов Европы 1965 и 1969 годов.

## Биография

### Карьера
На Олимпиаде 1964 года в Риме в заезде двоек в паре с Николасом Гобетом занял седьмое место. На чемпионате Европы 1965 и чемпионате Европы 1969 в заездах четвёрок без рулевого становился дважды бронзовым призёром.
В заезде распашных четвёрок с рулевым на Олимпийских играх 1968 года завоевал бронзовую медаль.

### Смерть
Скончался 22 марта 2024 года после продолжительной болезни в возрасте 86 лет.